# 田舍村隋墓
{{文物保护单位
| 级别 = 省级
| 省区市 = 江苏省
| 图片 = 
| 名称 = 田舍村隋墓
| 编号 = 352
| 分类 = 古墓葬
| 时代 = 隋代
| 所在 = 江苏省常州市[[武进区[5]]]
| 登录 = 1995年4月19日
}}
田舍村隋墓，位于江苏省常州市[[武进区[5]]]湖塘镇，是中华人民共和国江苏省文物保护单位之一。
1995年4月19日，授予江苏省文物保护单位，是一座古墓葬。